# Stéphane Arnoux
Pour les articles homonymes, voir Arnoux.
Stéphane Arnoux est un réalisateur, compositeur et photographe français né à Paris le 6 décembre 1976.
Il est le petit-fils de l'artiste peintre Louis Arnoux.

## Biographie
Stéphane Arnoux est né à Paris en 1976 à Paris.
Après un troisième cycle en arts du spectacle et une expérience de dix ans comme enseignant, directeur de compagnie théâtrale, auteur et metteur en scène de théâtre, il se tourne vers le cinéma, réalise quatre longs métrages, et renoue avec la photographie et la musique qu'il avait découvertes depuis l'enfance.
Ses photographies mettent en scène des rencontres, des instants, dans la recherche constante d'une sensualité propre à chaque personne, chaque situation. L'humain, dans sa dimension émotionnelle et sensible, est au centre de son travail de portraitiste sensualiste appliqué à transmettre et partager le goût de l'autre et de la rencontre.
L'écriture, la photo, la musique et la mise en scène se nouent dans le cinéma, médium d'élection où se racontent des histoires qui parlent de relations, de soi, de la vie intérieure et sociale qui nous compose comme sujets.
Stéphane Arnoux a coprésidé l'Association pour le cinéma indépendant et sa diffusion (ACID) en 2012, à propos de laquelle il indique : « Ce qui me donne envie de participer à l’Acid, c’est la possibilité de faire exister des films qui sinon n’existeraient pas. C’est aussi une façon d’être ensemble dans un système qui nous est commun ».
Après deux albums avec le duo rock-poétique Mahagonny, une collaboration avec le groupe La Rabia, il compose plusieurs albums de musique électronique : Mission en 2020, Piano in the wind en 2021, Shadows en 2022, Panthéon en 2023. Le dernier opus, Surrender - the shout of nature sort le 11 juin 2024. Il a également composé la musique originale de son film Portrait d'une jeune femme.
Stéphane Arnoux est également art-thérapeute.

## Filmographie
- 2005 : La Carotte et le Bâton
- 2009 : Nos désirs font désordre
- 2014 : Le cinéma français se porte bien (coréalisation : Aurélia Georges, Jean-Batiste Germain et Chiara Malta)
- 2018 : Portrait d'une jeune femme